# Chery Fulwin
Pour les articles homonymes, voir A11.
La Chery Fulwin (ch. simp. : 风云 ; py : Fengyun), également connu sous le nom de A11, Fengyun ou Windcloud, est le premier modèle d'automobile de Chery.

## Histoire

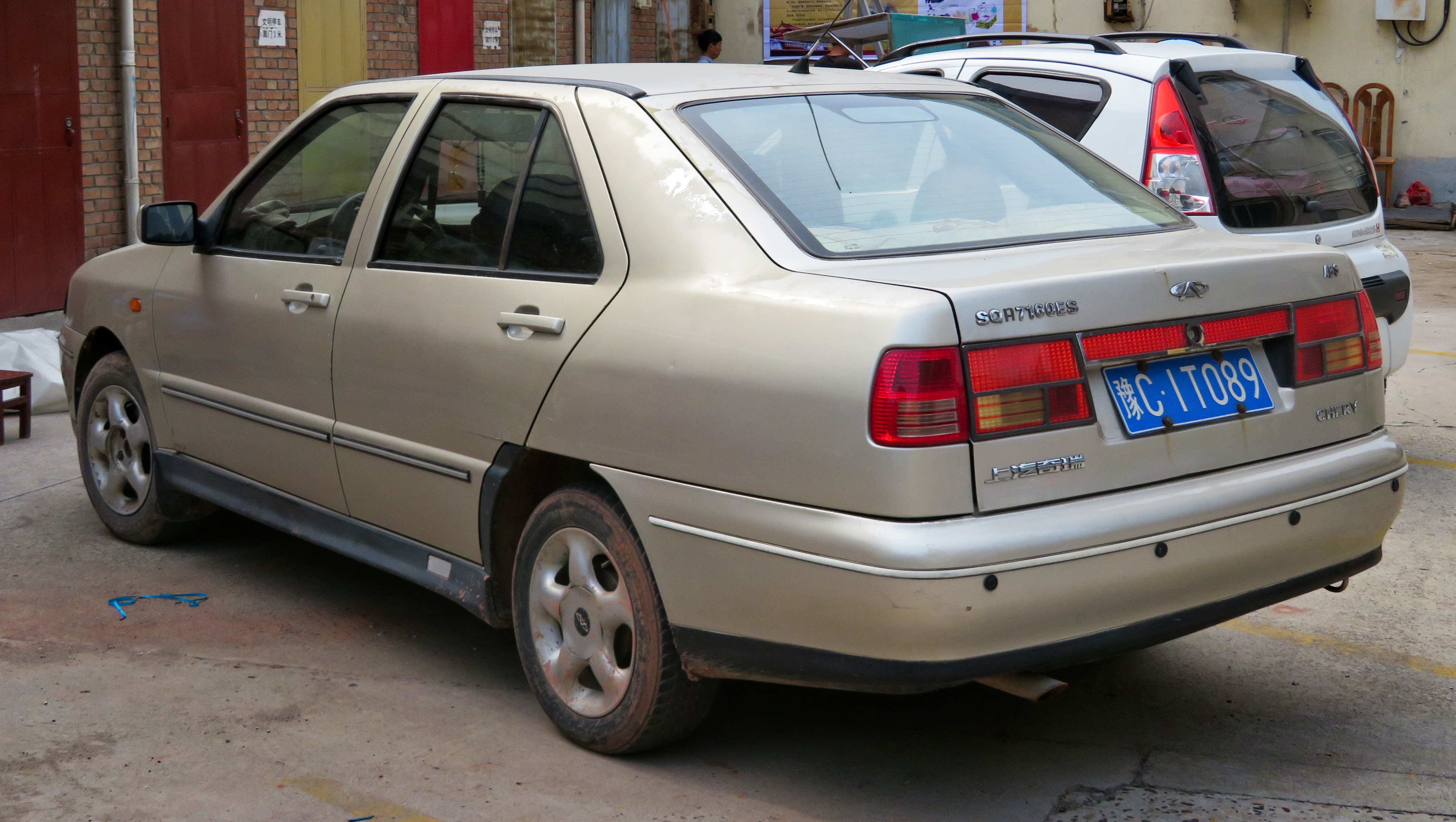
Vue arrière

Nommée à l'origine la Chery CAC6430, la Fulwin est basé sur la Seat Toledo de première génération et était construite sur la plate-forme A2 du groupe Volkswagen, la même utilisée par FAW-VW Automobile pour leur Volkswagen Jetta construite sous licence.
Il existe une version limousine produite entre 2001 et 2006, avec 20 centimètres supplémentaires, nommée la Chery Fengyun SQR7160 EL,.